# 男女情式
《男女情式》（英語：Love in Formula）是香港亞洲電視製作的綜藝節目，亞洲小姐吳夢婷及亞洲先生徐丁主持，嘉賓主持為黄嘉如（Yubi）及張惠萍（Anita），總策劃為王肯尼。逢星期六晚上10:00於亞洲台播出。

## 概說
《男女情式》為ATV 4 中文唯一自製綜藝節目，以探討兩性感情為主，每集探討不同的情感情況。
節目分15集，題目由第一集邂逅到第13集結婚。
第14集為情人節特輯，第15集為「中國情人節」元宵節特輯。
節目於2015年11月14日至2016年2月20日每逢周六晚十點於亞洲台播出。
節目亦於2015年11月19日至2016年2月25日每逢周四凌晨於國際台重播。
節目第一集首播日期為2015年11月14日晚上十點正於亞洲台播出，最後一集播出日期為2016年2月20日晚上十時正。2015年12月26日「禮物日派對一小時加長版」改為22:00-23:00播出。

## 各集主題
| 集數 | 首播日期       | 主題               |
| ---- | -------------- | ------------------ |
| 01   | 2015年11月14日 | 邂逅篇             |
| 02   | 2015年11月21日 | 約會篇             |
| 03   | 2015年11月28日 | 表白篇             |
| 04   | 2015年12月5日  | 撒嬌篇             |
| 05   | 2015年12月12日 | 裝傻篇             |
| 06   | 2015年12月19日 | 撒謊篇             |
| 07   | 2015年12月26日 | 禮物日一小時加長版 |
| 08   | 2016年1月2日   | 吵架篇             |
| 09   | 2016年1月9日   | 失戀篇             |
| 10   | 2016年1月16日  | 復合篇             |
| 11   | 2016年1月23日  | 求婚篇             |
| 12   | 2016年1月30日  | 訂婚篇             |
| 13   | 2016年2月6日   | 結緍篇             |
| 14   | 2016年2月13日  | 情人節特輯         |
| 15   | 2016年2月20日  | 中國情人節元宵特輯 |